# 加藤静一
加藤 静一（かとう せいいち、1910年1月29日 - 1989年12月5日）は、日本の医学者（眼科学）。
岐阜県岐阜市出身。旧制第一高等学校を経て、1935年東京帝国大学医学部卒業。1943年旧制樺太医学専門学校眼科教授。1946年旧制松本医学専門学校教授、1948年旧制松本医科大学教授、1958年信州大学医学部附属病院長。1966年医学部長。1973年学長を歴任。1981年退官、同年江戸川女子短期大学学長に就任。1981年勲二等旭日重光章受章。エスペラント語の眼科教科書を出版した。